# Palazzo dei Banchi
Le Palazzo dei Banchi est un palais de la ville de Bologne situé sur la Piazza Maggiore aux côtés de la basilique San Petronio et datant des XVe et XVIe siècles.

## Historique
La construction du Palazzo dei Banchi a commencé en 1412, mais l'achèvement de la façade et du porticato, par Jacques Barozzio (dit Vignole ), remonte à 1565-1568. C'est de là que part le portique le plus célèbre de la ville, le Pavaglione, qui relie le Piazza Maggiore au Palais de l'Archiginnasio, l'ancien et premier siège de l'Université de Bologne.

## Galerie de photos

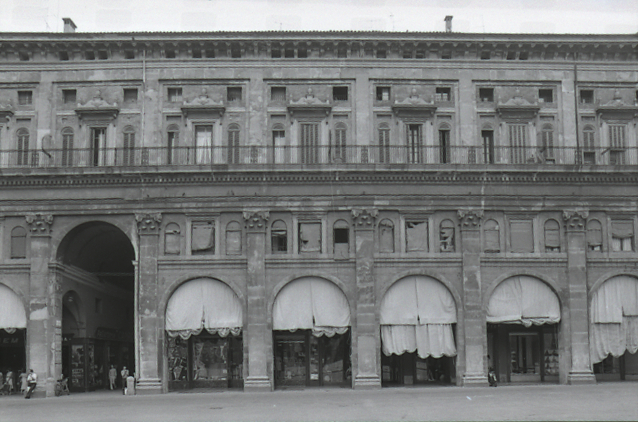
Détail de la façade. Photo par Paolo Monti, 1979.
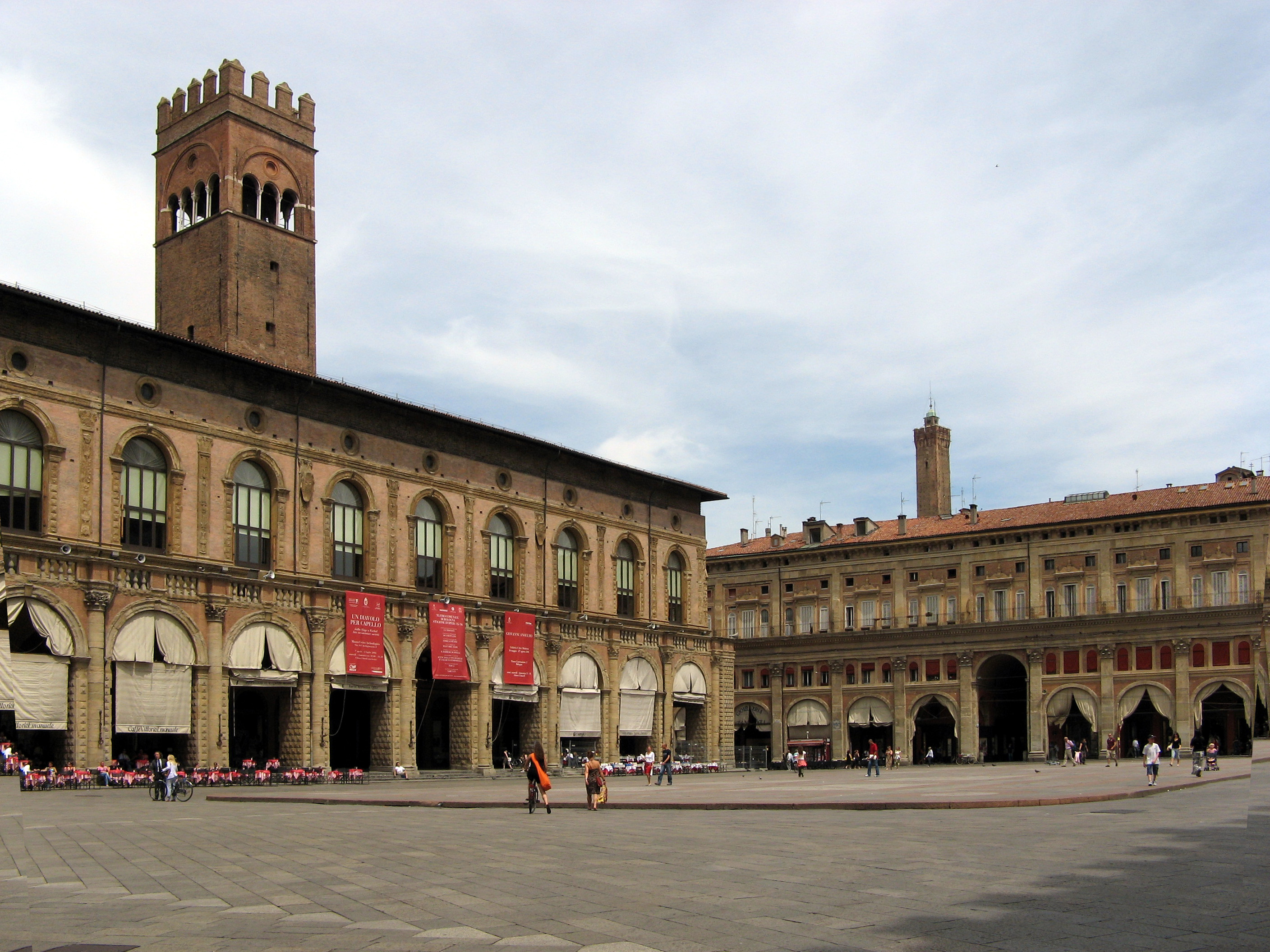
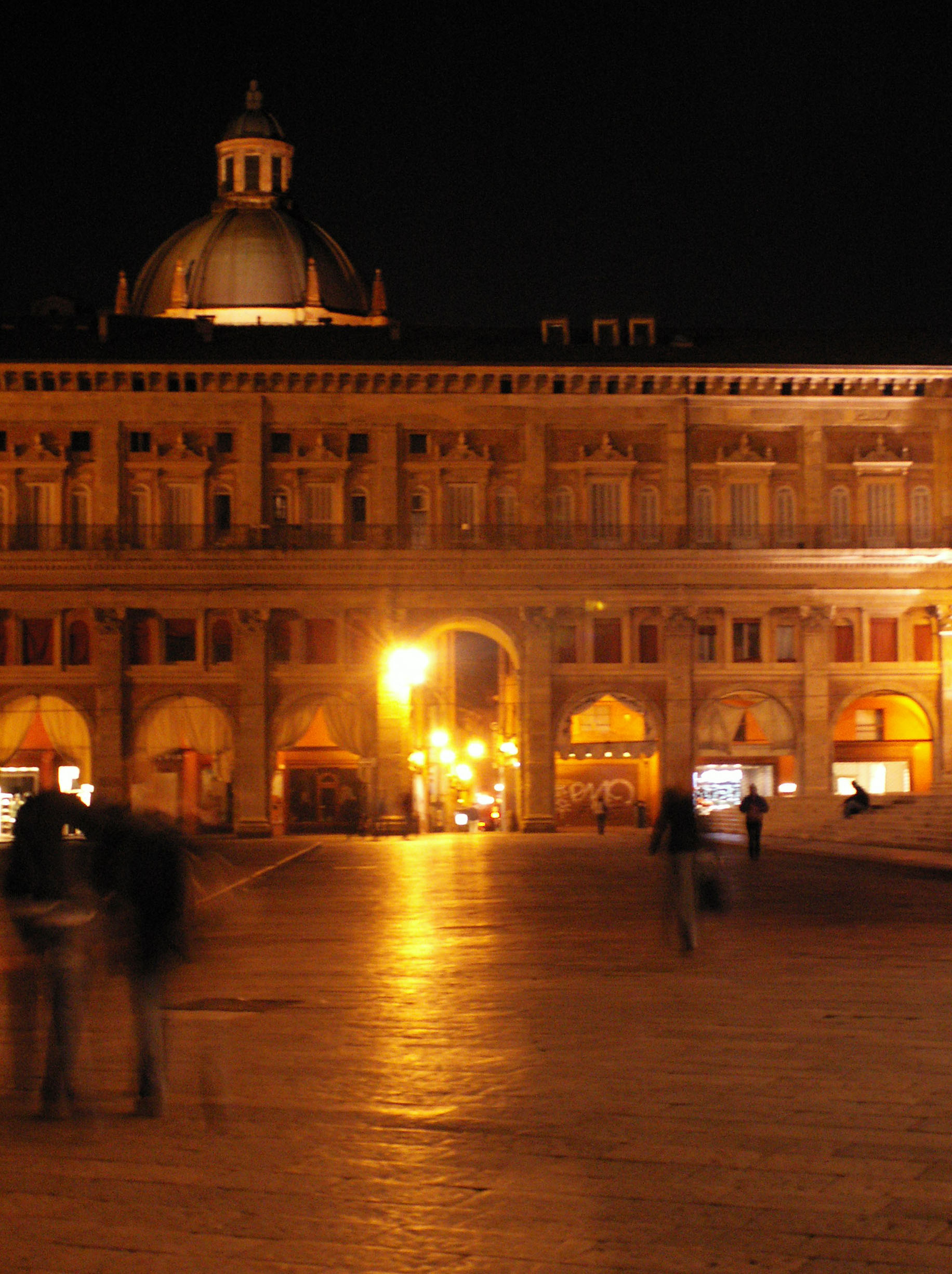
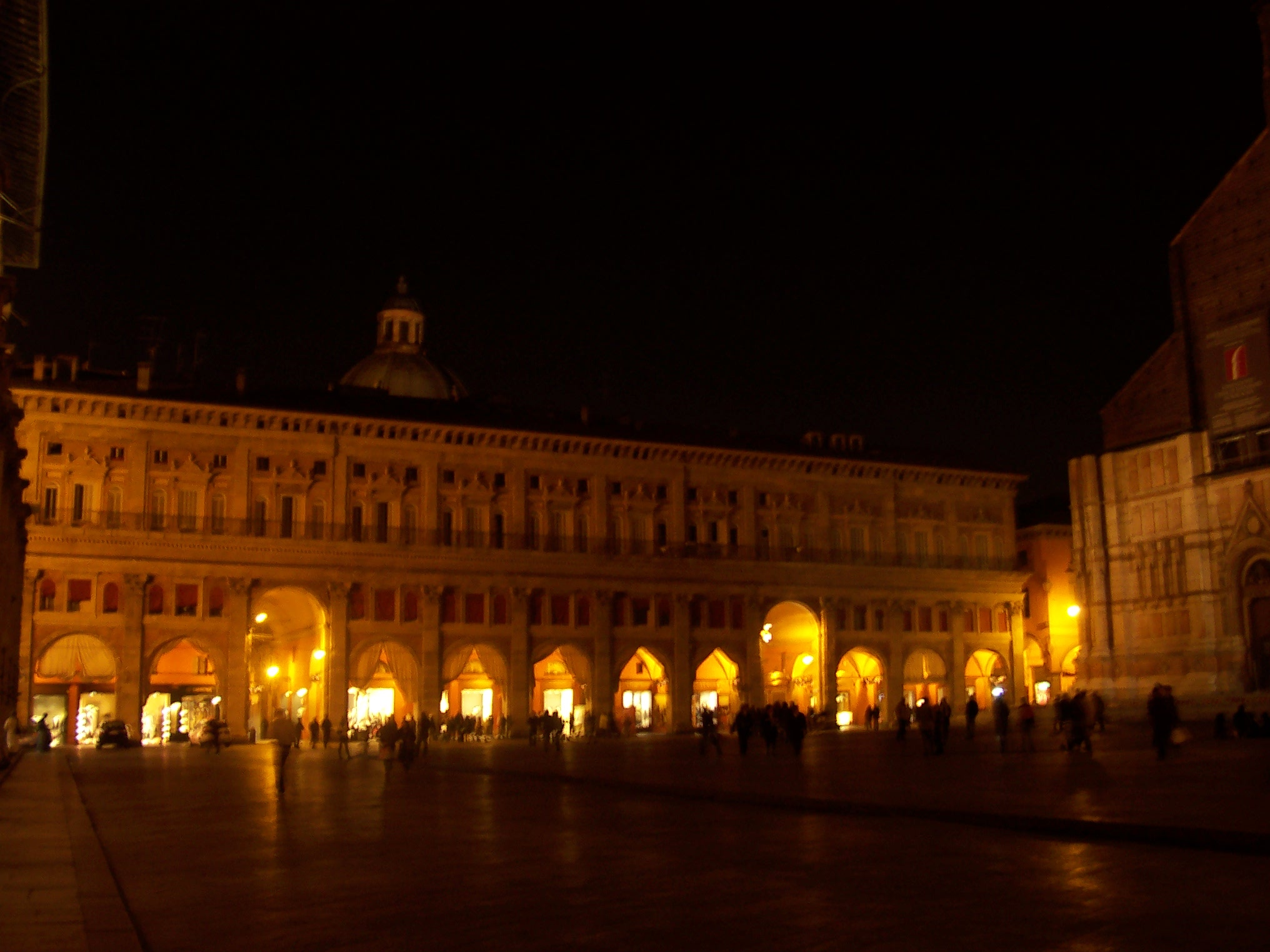